# Прощальный альбом
«Прощальный альбом» — дебютный студийный альбом российской певицы Mia Boyka. Альбом состоит из 17 треков, 12 из них («Мама не в курсе», «Бегу по тропинке», «Ананас Адидас», «Ауф», «Алень», «Эмэмдэнс», «Наруто», «Мизинчик», «Снежинка», «Прятки», «Самурай», «Лепесток») ранее были выпущены в виде синглов, а на 11 треков («Танцы под дождём», «Мама не в курсе», «Бегу по тропинке», «Ауф», «Алень», «Эмэмдэнс», «Наруто», «Мизинчик», «Снежинка», «Прятки», «Лепесток») вышли экранизации в виде клипа. Альбом вышел 27 августа 2021 года на лейбле Klever Label.

## Предыстория
После выхода песни «Морской Бой» певица в интервью у ТНТ Music отметила, что «перемены в музыке позволили ей петь то, что всегда хотелось», а Владислав Шеин из ТНТ Music отметил этот релиз более мрачным.

До выхода альбома певица написала в Instagram: 
«Пацаны, я устала. Я не касалась этой темы, терпела, думала, что пройдёт. Но больше так реально не могу. Очень сложно быть постоянно для вас той Мией, которую вы привыкли видеть — весёлой, яркой, всегда на позитиве, когда внутри происходят совершенно другие вещи. Уже несколько лет я круглосуточно работаю, пишу песни, снимаю видео, даю очень много концертов. Результаты вы видите в топах Youtube, в чартах стримов и миллионах в TikTok! Это всё, конечно, очень круто, но такой график меня вымотал. За это лето я купалась всего два раза, а сейчас понимаю, что лето уже закончилось. У меня больше нет сил и желания ни на что! Поэтому, сейчас я решила, что пришла пора попрощаться… Извините меня»
После поста рэпер T-Killah попросил поддержать её.
Позже выяснилось, что она не уходит, а собирается сделать «перезагрузку» в карьере.

## Критика
Алексей Мажаев из InterMedia посчитал название альбома «ироничным» аргументировав это тем, что «"Прощальный альбом" одновременно оказался и дебютным». Сам альбом рецензент назвал — «счастливым, почти детским, конфетным, кукольным» и отметил, что треки в альбоме похожи на то, «что сейчас модно в этих ваших "энторнетах"», по мнению критика «если добавить к ним электронных лупов, получится рейв а-ля GSPD, если аранжировать гитарами - выйдет кьют-роковая Дора, а если сделать звук жёстким и грязным - тут уж недалеко до "Пошлой Молли" и "Трёх дней дождя"». Далее рецензент отметил, что «если же ничего не менять, Mia Boyka выглядит сестрёнкой Мэйби Бэйби, только лирическая героиня солистки «Френдзоны» ходит в десятый класс, а персонажи Мии пока что в седьмой». По мнению рецензента «за музыкальную карьеру Mia Boyka создала несколько интересных треков - с юмором, самоиронией и непредсказуемыми ходами: "Ананас Адидас", "Наруто", "Алень", "Самурай"». Далее критик посоветовал послушать трек «Я люблю своих подпишников» «чтобы прийти к выводу, что в этом жизнерадостном идиотизме есть изрядная доля лукавства». А в треке «Самурай» критик отметил, что «сложно пройти мимо выражения "прилетай, как самурай, и меня завоевай"» 
Алексей поставил альбому оценку 7 звёзд из 10. 

## Трек-лист
Адаптировано под Apple Music.
| №   | Название                                          | Длительность |
| --- | ------------------------------------------------- | ------------ |
| 1.  | «ТАНЦЫ ПОД ДОЖДЁМ» (совместно с Ваней Дмитриенко) | 2:03         |
| 2.  | «Мама не в курсе» (совместно с T-Killah)          | 3:07         |
| 3.  | «Бегу по тропинке»                                | 1:33         |
| 4.  | «Камень Ножницы Бумага»                           | 1:49         |
| 5.  | «Ананас Адидас»                                   | 1:48         |
| 6.  | «АУФ»                                             | 1:35         |
| 7.  | «Алень»                                           | 2:09         |
| 8.  | «Я ЛЮБЛЮ СВОИХ ПОДПИШНИКОВ»                       | 1:35         |
| 9.  | «ЭМЭДЭНС»                                         | 2:11         |
| 10. | «Наруто» (совместно с Егором Шипом)               | 1:45         |
| 11. | «МИЗИНЧИК»                                        | 1:50         |
| 12. | «ВАУ»                                             | 1:39         |
| 13. | «Снежинка» (совместно с Аней Porkov)              | 2:11         |
| 14. | «Прятки»                                          | 1:45         |
| 15. | «Самурай (Skazka Music Remix)»                    | 2:43         |
| 16. | «Лепесток» (совместно с T-Killah)                 | 2:14         |
| 17. | «МЫ НЕ РАССТАНЕМСЯ НИКОГДА»                       | 2:21         |

## Чарты
| Страна | Высшая позиция | Источник |
| ------ | -------------- | -------- |
| Россия | 17 (Звук)      | [ 7 ]    |

| Страна | Высшая позиция    | Источник |
| ------ | ----------------- | -------- |
| Россия | 1 (YouTube Music) | [ 8 ]    |

| Страна | Высшая позиция    | Источник |
| ------ | ----------------- | -------- |
| Россия | 8 (YouTube Music) | [ 9 ]    |